# Blistorps kapell
Blistorps kapell, även benämnt Textorius gravkapell, är en kyrkobyggnad i byn Blistorp i norra delen av Näsums socken i Bromölla kommun. Kapellet tillhör Näsums församling i Lunds stift.
Kapellet uppfördes av köpmannen Valentin Textorius och invigdes av prosten Öller från Näsum år 1804. Textorius avled 1812 och gravsattes i kapellet. År 1836 avled hans hustru och även hon gravsattes i kapellet. Näsums församling ärvde en tredjedel av Textorius förmögenhet mot att de förband sig att underhålla kapellet för all framtid.